# Pueblos de la Barranca
Pueblos de la Barranca är en ort i Mexiko.   Den ligger i kommunen Zapotlanejo och delstaten Jalisco, i den centrala delen av landet, 400 km väster om huvudstaden Mexico City. Pueblos de la Barranca ligger 1 441 meter över havet och antalet invånare är 831.
Terrängen runt Pueblos de la Barranca är varierad. Pueblos de la Barranca ligger nere i en dal. Runt Pueblos de la Barranca är det ganska tätbefolkat, med 96 invånare per kvadratkilometer. Närmaste större samhälle är Tlaquepaque, 17,4 km väster om Pueblos de la Barranca. I omgivningarna runt Pueblos de la Barranca växer huvudsakligen savannskog.